# NGC 2076
NGC 2076 è una galassia lenticolare vista di taglio e situata nella costellazione della Lepre, a una distanza di circa 106 milioni di anni luce dalla nostra Via Lattea.

## Scoperta
La galassia è stata scoperta il 4 febbraio 1785 dall'astronomo britannico di origine tedesca William Herschel.

## Descrizione
NGC 2076 presenta una larga riga a 21 cm dell'idrogeno neutro.
Data la sua luminosità superficiale pari a 14,14, NGC 2076 può essere classificata come una galassia a bassa luminosità superficiale (nella letteratura in lingua inglese abbreviata in LSB, acronimo di Low Surface Brightness). Le galassie LSB sono galassie di tipo diffuso (D) con una luminosità superficiale inferiore di almeno una magnitudine a quella del cielo notturno circostante.

## Supernova
Il 12 settembre 2003, all'interno di NGC 2076 è stata scoperta la supernova SN 2003hx da J. Burket, M. Papenkova e W. Li nel corso del programma LOTOSS dell'Osservatorio Lick. La supernova è stata classificata di tipo Ia.